# Johann Pagenstecher
Johann Pagenstecher (* 22. Mai 1575 in Warendorf; † 27. Dezember 1650 in Bentheim) war ein deutscher Jurist und Lehrer.

## Leben

### Herkunft
Johann Pagenstecher wurde an Pfingsten 1575 in der westfälischen Stadt Warendorf im östlichen Münsterland geboren. Sein Vater, Werner Pagenstecher (1546–1636), war Ratsherr und Bürgermeister in Warendorf. Seine Mutter Catharina Pagenstecher, geborene Hesseling (1528–1619) war die Tochter des Ahauser Bürgermeisters Heinrich Hesseling. Insgesamt hatte das Paar sechs Kinder.

### Ausbildung
Johann Pagenstecher studierte an mehreren deutschen Hochschulen. Am 15. März 1598 immatrikulierte er sich am Gymnasium Illustre zu Zerbst (später Francisceum Zerbst); 1599 führte er sein Studium an der Universität Leipzig fort. Am 19. Februar 1601 begann er sein Studium an der Universität Marburg, wo er am 3. September des Jahres seinen Doktor erhielt. Ab 9. November 1601 besuchte er noch die Universität Heidelberg.

### Lehrtätigkeit in Steinfurt
Nachdem er dem Ruf des Rheingrafen Friedrich ausschlug, folgte er 1602 dem Ruf von Graf Arnold IV. Bentheim-Tecklenburg-Steinfurt an das Gymnasium Illustre Arnoldinum in Steinfurt und war dort bis 1610 als Professor für Jura tätig, 1604 und 1609 auch als Prorektor. Ebenfalls bis 1610 war er Assessor am Steinfurter Hofgericht.

### Bentheim
Im Jahr 1610 ging Pagenstecher auf Ruf des Grafen Arnold Jobst von Bentheim, Sohn Arnolds IV., nach Bentheim, wo er als Rat tätig war. Später übernahm er dort weitere Ämter, wie die des Kanzlers, Hofrichters und ab 1633 des Oberkirchenratspräsidenten. Auch als Schiedsrichter in Streitigkeiten zwischen den Ständen Gelderns und Kleves fungierte er.
Während des Dreißigjährigen Kriegs wurde er als Träger hoher öffentlicher Ämter mehrmals Opfer feindlicher Angriffe; so wurde sein Haus 1647 dreimal geplündert, am 23. April 1648 wurde er von Anhängern schwedischer Kompanien überfallen und verschleppt, sein Haus wurde geplündert.
Johann Pagenstecher starb am 27. Dezember 1650 in Bentheim und wurde dort am 13. Januar 1651 bestattet. Er hinterließ seine seit dem Überfall gelähmte Frau Anna Lölevinck (1582–1655), Tochter des Schöffen und Bürgermeisters von Steinfurt Georg Andreas Lölevinck, und acht Kinder. Der Sohn Werner Pagenstecher (1609–1668) wurde Jurist und Professor in Steinfurt, der Sohn Arnold Gisbert Pagenstecher (1615–1688) wurde Jurist und Rat und Hofrichter des Grafen von Bentheim, dessen Sohn war der Jurist Alexander Arnold Pagenstecher (1659–1716).

## Veröffentlichungen
- De crimine majestatis et adulterii. Steinfurt 1604.[3]
- Oratio funebris, continens historiam vitae et mortis Dn. Arnoldi Comitis in Bentheim, Tekleburg, Steinfurt et Limburg. Steinfurt 1606.[4]
- Discussiones testamentariae, hrsg. von Alexander Arnold Pagenstecher. Groningen 1703 (Digitalisat).